# كأس كازاخستان 1995
كأس كازاخستان 1995 (بالروسية: Кубок Казахстана по футболу 1995)‏ هو الموسم 4 من كأس كازاخستان. أقيم خلال الفترة 9 مايو 1995 وحتى 7 نوفمبر 1995، وأشرف على تنظيمه اتحاد كازاخستان لكرة القدم، وكان عدد الأندية المشاركة فيه 16، وفاز فيه سبارتاك سيماي ‏.